# ヨウ化マグネシウム
ヨウ化マグネシウム（ヨウかマグネシウム、Magnesium iodide）は、化学式 MgI2 で表されるマグネシウムのヨウ化物である。

## 合成
水中で金属マグネシウムにヨウ素を加えて反応させ、生じた水溶液を濃縮すると8水和物が析出する。
{\displaystyle {\ce {{Mg^{2+}(aq)}+{2I^{-}(aq)}+8H2O->MgI2\cdot 8H2O}}}
または水酸化マグネシウムまたは酸化マグネシウムをヨウ化水素酸に溶解して水溶液が得られる。
{\displaystyle {\ce {{Mg(OH)2}+ 2HI -> {MgI2}+ 2 H2O}}}
{\displaystyle {\ce {{MgO}+ 2HI -> {MgI2}+ H2O}}}
水溶液からは8℃以下で10水和物、8〜43℃で8水和物、43℃以上で6水和物が析出する。水和物を加熱すると分解する。
削状金属マグネシウムとヨウ素を磁性ボート上で600℃で反応させると、無水物の無色板状結晶が得られる。
{\displaystyle {\ce {{Mg}+ I2 -> MgI2}}}

## 性質
無色の結晶で六方晶系に属しヨウ化カドミウム型構造をとり、その格子定数はa = 4.14Å、c = 6.88Åである。
水に溶解しやすく、エタノール、エーテル、アセトンおよび液体アンモニアにも溶解する。空気中では徐々に酸化されヨウ素を生じて黄色を帯びる。
無水物はアンモニアを吸収して錯体を形成する。
{\displaystyle {\ce {{MgI2}+ 6 NH3 -> \ [Mg(NH3)6]I2}}}